# Marcela Munizaga
Marcela Munizaga (La Serena, 23 de abril de 1966) es una ingeniera y académica chilena especialista en transporte. Es la actual vicepresidenta del Metro de Santiago.Es profesora titular de la Facultad de Ciencias Físicas y Matemáticas de la Universidad de Chile.

## Biografía
Cursó sus estudios básicos y secundarios en el Colegio Inglés Católico de La Serena. Obtuvo el título de ingeniera civil en transporte de la Universidad de Chile y un doctorado en Ciencias de la Ingeniería de la Pontificia Universidad Católica de Chile.

## Carrera profesional
Se ha desempeñando como vicedecana de la Facultad de Ciencias Físicas y Matemáticas de la Universidad de Chile. En la misma facultad ha sido y directora de investigación y docente. En 2018 se integró al directorio del Metro de Santiago.Desde 2022 se convirtió en vicepresidenta de Metro de Santiago.En 2024 se integró como "miembro de número" en la Academia de Ingeniería de Chile.
Ha investigado cambios en movilidad durante la pandemia, calidad del aire en contextos urbanos y tecnologías emergentes en transporte, entre otros temas.

### Divulgación
La académica ha participado como exponente de reconocidos encuentros relacionados con transporte, entre ellos la Conference on Transport Infrastructure (Costa Rica), IEEE 19th International Conference on Intelligent Transportation Systems (Brasil),y First Transport for London Research Forum.

## Distinciones, premios y reconocimientos
Marcela Munizaga ha sido reconocida a nivel nacional e internacional, destacándose por su liderazgo en materia de mejoras al transporte público.En 1995 recibió el premio al mejor trabajo de autor joven presentado en el VII Congreso Chileno de Ingeniería de Transporte, otorgado por la Sociedad Chilena de Ingeniería de Transporte. 
En 2007 fue galardonada como la mejor docente de pregrado por su primera casa de estudios, la Universidad de Chile.En 2018, fue distinguida con el Premio Justicia Acuña Mena, reconocimiento a la mujer ingeniera civil destacada en el ejercicio de su profesión en Chile, otorgado por el Instituto de Ingenieros de Chile. Ese mismo año la Medalla de Profesora Titular de la Universidad de Chile.
En el ámbito internacional, en 2007 recibió el WCTRS Prize for Best Paper,un reconocimiento otorgado en el marco del Congreso Mundial de Investigación en Transporte (WCTRS).

## Publicaciones científicas
Esta es una lista de publicaciones destacadas de la académica en su perfil de google académico:
- Munizaga, Marcela; Gramsch, Benjamin; Guevara, C Angelo; Schwartz, Daniel; Tirachini, Alejandro (2022). «The effect of dynamic lockdowns on public transport demand in times of COVID-19: Evidence from smartcard data». Transport Policy 126: 136-150.
- Munizaga, Marcela; Arriagada, Jacqueline; Guevara, C Angelo; Prato, Carlo (2022). «Unveiling route choice strategy heterogeneity from smart card data in a large-scale public transport network». Transportation Research Part C: Emerging Technologies 134: 103467.
- Munizaga, Marcela; Arriagada, Jacqueline; Mena, Claudio; Schwartz, Daniel (2023). «The effect of economic incentives and cooperation messages on user participation in crowdsourced public transport technologies». Transportation 50 (5): 1585-1612.
- Munizaga, Marcela; Guevara, C Angelo; Figueroa, Esteban (2021). «Paving the road for electric vehicles: Lessons from a randomized experiment in an introduction stage market». Transportation Research Part A: Policy and Practice 153: 326-340.
- Munizaga, Marcela; Gschwender, Antonio; Gallegos, Nestor (2020). «Fare evasion correction for smartcard-based origin-destination matrices». Transportation Research Part A: Policy and Practice 141: 307-322.